# JWP女子プロレス中継
JWP女子プロレス中継（ジェイ・ダブル・ピーじょしプロレスちゅうけい）は、WOWOWで放送されたプロレス番組である。
1992年に旗揚げされたJWP女子プロレスの試合を1993年6月より中継開始。第1回放送のメインイベントは尾崎魔弓VS井上貴子（全日本女子プロレス）。
以降、月に1回程度のペースで中継していた。
1998年9月16日の放送を以って終了。

## 解説
- 市瀬英俊（週刊プロレス）
- 山本小鉄
- 長与千種（JWPを主戦場としていた時期に担当）

## 実況
- 伊津野亮（初期）
- 高柳謙一（当時WOWOWアナウンサー）

## オープニングテーマ
- U2「Discothèque」